# Zulfadhmi Suzliman
Zulfadhmi Suzliman (* 10. Februar 1996 in Singapur), mit vollständigen Namen Muhammad Zulfadhmi bin Suzliman, ist ein singapurischer Fußballspieler.

## Karriere

### Verein
Zulfadhmi Suzliman erlernte das Fußballspielen bis 2014 in der National Football Academy in Singapur. Wo er 2015 gespielt hat, ist unbekannt. 2016 wurde er von den Young Lions unter Vertrag genommen. Die Young Lions sind eine U23-Mannschaft, die 2002 gegründet wurde. In der Elf spielen U23-Nationalspieler und auch Perspektivspieler. Ihnen soll die Möglichkeit gegeben werden, Spielpraxis in der ersten Liga, der Singapore Premier League, zu sammeln. Für die Lions absolvierte er sieben Erstligaspiele. 2017 unterschrieb er einen Dreijahresvertrag beim Ligakonkurrenten Tampines Rovers. 2017 und 2019 wurde er mit den Rovers Vizemeister. 2019 gewann er mit den Rovers den Singapore Cup. Im Endspiel besiegte man den Warriors FC mit 4:3. Anfang 2020 nahm ihn Balestier Khalsa unter Vertrag. Für Balestier absolvierte er 13 Erstligaspiele. Vom 1. Januar 2021 bis 31. März 2022 war Suzliman vertrags- und vereinslos. Am 31. März 2022 unterschrieb er einen Vertrag beim Erstligisten Geylang International. Nach zwei Spielen wurde der Vertrag nach einem Monat wieder aufgelöst. Den Rest des Jahres spielte er für den unterklassigen Starlight Soccerites FC. Anfang 2023 nahm ihn der Erstligist Tanjong Pagar United unter Vertrag.

### Nationalmannschaft
Zulfadhmi Suzliman spielte 2018 zweimal in der singapurischen Nationalmannschaft.

## Erfolge
Tampines Rovers
- Singapurischer Vizemeister: 2017, 2019
- Singapore Cup: 2019

## Sonstiges
Zulfadhmi Suzliman ist der Bruder von Zulfadhli Suzliman, Zulqarnaen Suzliman und Zulkifli Suzliman.